# Мерфелден-Валдорф
Мерфелден-Валдорф (њем. Mörfelden-Walldorf) град је у њемачкој савезној држави Хесен. Једно је од 14 општинских средишта округа Грос-Герау. Према процјени из 2010. у граду је живјело 34.142 становника. Посједује регионалну шифру (AGS) 6433008.

## Географски и демографски подаци
Мерфелден-Валдорф се налази у савезној држави Хесен у округу Грос-Герау. Град се налази на надморској висини од 111 метара. Површина општине износи 44,2 km². У самом граду је, према процјени из 2010. године, живјело 34.142 становника. Просјечна густина становништва износи 773 становника/km².

## Међународна сарадња
| Мјесто      | Држава    | Врста сарадње | Од    |
| ----------- | --------- | ------------- | ----- |
| Вагенинген  | Холандија | партнерство   | 1992. |
| Торе Пеличе | Италија   | партнерство   | 1999. |
| Витрол      | Француска | партнерство   | 1984. |
| Извор       |           |               |       |